# Abū Yūsuf
Abū Yūsuf, kunya di Yaʿqūb b. Ibrāhīm al-Anṣārī al-Kūfī (in arabo أبو يوسف يعقوب بن إبراهيم الأنصاري ﺍﻟﻜﻮﻓﻲ‎?; Kufa, tra il 729 e il 731 – Baghdad, 798), è stato discepolo del teologo e giurista Abū Ḥanīfa al-Nu‘mān ibn Thābit, il fondatore del Hanafismo, la scuola giurisprudenziale più antica dell'islamismo sunnita.
Abū Yūsuf ebbe un ruolo notevole nella diffusione del hanafismo sia attraverso i suoi scritti sia con la propria attività pubblica.
Studiò a Kufa e a Medina. Dopo aver studiato sotto la guida di Abū Ḥanīfa al-Nuʿmān ibn Thābit, svolse a Baghdad la funzione di qāḍī e quindi quella di massimo responsabile capo della giustizia (Qāḍī al-quḍāt), sotto il califfo abbaside Hārūn al-Rashīd, con l'autorità di nominare altri giudici.

## Opere
- Kitāb al-kharāj (Libro del kharāj), la sua opera più importante, è un trattato di natura fiscale.
- Uṣūl al-fiqh (Fondamenti del diritto), una raccolta giurisprudenziale.
- Kitāb al-āthār (Libro delle tracce), una raccolta di tradizioni islamiche.
- Kitāb ikhtilāf Abī Ḥanīfa wa Ibn Abī Laylā (Libro sulle divergenze giuridiche tra Abū Hanīfa e Ibn Abī Laylā): comparazione giurisprudenziale.
- Kitāb al-radd ʿala Siyar al-Awzaʿi, una confutazione del giurista siriano al-Awzāʿī sul diritto bellico.